# Pseudosyrtis neiswestnovae
Pseudosyrtis neiswestnovae är en plattmaskart som beskrevs av Bo Riemann 1965. Pseudosyrtis neiswestnovae ingår i släktet Pseudosyrtis och familjen Otoplanidae. Inga underarter finns listade i Catalogue of Life.